# 水心会
水心会（すいしんかい）は、長崎県長崎市に本部を置いて1995年頃から2007年まで活動した暴力団。指定暴力団山口組の二次団体であったものの、同組織を除籍となって解散した。構成員の総数は解散時で30余（準構成員を含む）。

## 略史
長崎県内最大の組織で、五代目山口組において同県唯一の二次団体であった松本組が1994年末に解散する事態となったことから、同組で永く舎弟頭を務めていた水田組組長・水田元久が、その後継団体として結成。水田は1995年4月、五代目山口組若中に取り立てられた。
その後、同じ長崎市内に本拠を置く山口組系石湊会が勢いを増すに連れ、勢力を減少させていった。1998年から1999年に掛け、山口組傘下団体との抗争事件を起こした。
2007年4月17日夜、数年前まで若頭を務めていた城尾哲弥・会長代行が、市長選挙期間中の長崎市内の路上で現職の市長・伊藤一長を銃撃し、殺人未遂の現行犯で逮捕された。翌18日未明に市長は死亡し、組事務所にも早朝から家宅捜索が入った（長崎市長射殺事件）。この事件を受けて18日に開かれた六代目山口組の緊急最高幹部会で、水田への除籍処分が確定。水田は同日午後、自ら長崎県警察本部を訪れ、自身の引退と水心会の解散を表明する「解散届」を提出した。
直ちに、若頭だった人物を中心に後継団体「清田会」が組織され、大半の組員が移行した。清田会は、六代目山口組若頭補佐兼九州ブロック長・青山千尋の率いる二代目伊豆組（福岡市中央区）の預かりとなった。

## 最高幹部
- 会長・水田元久（六代目山口組若中、水田組初代組長）
- 会長代行・城尾哲弥
- 若頭・〔氏名不詳〕
- 本部長・水田重規（二代目水田組組長）